# Beatrycze Łukaszewska
Beatrycze Łukaszewska (ur. 28 sierpnia 1970 w Warszawie) − polska aktorka teatralna, związana z warszawskimi teatrami Ochoty, Żydowskim, a także Teatrem Syrena, w którym zadebiutowała w 1996 roku.
Ukończyła Państwową Szkołę Muzyczną II stopnia w Warszawie w klasie fortepianu. W 1996 r. ukończyła studia na wydziale aktorskim Państwowej Wyższej Szkoły Filmowej, Telewizyjnej i Teatralnej w Łodzi.
Beatrycze Łukaszewska parodiowała w programie Szymon Majewski Show (Rozmowy w tłoku) Violettę Villas. Wystąpiła w nim czterokrotnie, dwa razy w pierwszej, raz w trzeciej i raz w czwartej serii programu.
Jest dyrektorką ds. aktorstwa, wykładowczynią i nauczycielką piosenki aktorskiej Studia Aktorskiego w Warszawie.

## Filmografia
- 2006–2008: „Klan”, jako prostytutka
- 1997 – „Kochaj i rób co chcesz”, jako Ingrid
- 2005 – „Kryminalni”, jako kobieta w samochodzie (odc. 21)
- 2007 – „Dwie strony medalu”, jako nauczycielka

### Polski dubbing
- 2003–2005 – „Radiostacja Roscoe"

## Teatr
Wybrane role:
- 2014 – „Makabreski”, Teatr Syrena
- 2009 – „Calineczka”, Teatr Syrena
- 2006 – „Won!”, Teatr Syrena
- 2005 – „Parady”, Teatr Syrena
- 2004 – „Opera za trzy grosze”, Teatr Syrena
- 2002 – „Żołnierz królowej Madagaskaru”, Teatr Syrena
- 2002 – „Skrzypek na dachu”, jako babcia, Teatr Żydowski
- 2001 – „Sinatra”, jako Marilyn Monroe, Teatr Syrena
- 2001 – „Taka noc nie powtórzy się”, jako Fondanserka, Teatr Syrena
- 2000 – „Piękna Lucynda”, jako Lucynda, Teatr Syrena
- 2000 – „Polaków życie seksualne”, Teatr Syrena
- 2000 – „Studio paniki”, jako Frolance, Teatr Ochoty
- 1999 – „Boso, ale w ostrogach”, jako Anetka, Teatr Syrena
- 1999 – „Pinokio”, jako Smeraldina, córka, Kuna, Teatr Syrena
- 1998 – „Szeptem... w taką noc”, Teatr Syrena
- 1998 – „Machiavelli”, jako Lukrecja, Teatr Syrena
- 1998 – „Biedny B.B.”, jako panna B., Teatr Syrena
- 1997 – „Tango”, jako Ala, Teatr Ochoty
- 1996 – „Warszawka bawi się”, Teatr Syrena